# Stazione di Roccaraso
Stazione di Roccaraso vasútállomás Olaszországban, Roccaraso településen.

## Vasútvonalak
Az állomást az alábbi vasútvonalak érintik:
- Sulmona–Carpinone-vasútvonal

## Kapcsolódó állomások
A vasútállomáshoz az alábbi állomások vannak a legközelebb:
- Stazione di Rivisondoli-Pescocostanzo
- Stazione di Sant'Ilario Sangro